# Sporisorium scitamineum
Espèce
Sporisorium scitamineum est une espèce de champignons basidiomycètes de la famille des Ustilaginaceae.
Ce champignon phytopathogène parasite les plantes du genre Saccharum et est responsable du charbon de la canne à sucre.

## Synonymes
Catalogue of Life (3 octobre 2014) :
- Sphacelotheca miscanthi W.Y. Yen 1937,
- Sporisorium miscanthi (J.M. Yen) L. Guo 1990,
- Ustilago amadelpha Syd., P. Syd. & E.J. Butler 1912,
- Ustilago amadelpha var. amadelpha Syd., P. Syd. & E.J. Butler 1912,
- Ustilago scitaminea Syd. 1924,
- Ustilago scitaminea var. sacchari-barberi Mundk. 1940,
- Ustilago scitaminea var. sacchari-officinarum Mundk. 1940,
- Ustilago scitaminea var. scitaminea Syd. 1924.